# مركب مثبط عديد الأمشاط 2
المركب المثبط عديد الأمشاط 2 (بالإنجليزية: polycomb repressive complex 2)‏ واختصارا PRC2 هو مركب بروتيني وأحد قسمي مجموعة البروتينات عديدة الأمشاط (PcG)، القسم الآخر هو المركب المثبط عديد الأقماع 1 (PRC1).
لهذا المركب نشاط ناقلة ميثيل الهستون ويقوم أساسا بمثيلة ثلاثية للهستون H3 في الليسين 27 (مثال: H3K27me3 [الإنجليزية])، وهي علامة على كروماتين تم إسكات النسخ منه. عديد الأمشاط 2 مطلوب لبدء استهداف منطقة جينومية لكي يتم إسكاتها، في حين أن عديد الأمشاط 1 مطلوب للحفاظ على استقرار هذا الإسكات وهو السبب خلف التنظيم التخلُّقي للمنطقة التي تم إسكاتها بعد التمايز الخلوي. يقوم عديد الأقماع 1 كذلك بإضافة يوبيكويتين واحد إلى الهستون H2A في الليسين 119 (H2AK119Ub1). هذه البروتينات مطلوبة من أجل الإسكات التخلقي طويل المدى للكروماتين ولها دور مهم في تماير الخلايا الجذعية والنمو الجنيني الأولي. يتواجد عديد الأمشاط 2 لدى معظم الكائنات متعددة الخلايا.
يتكون عديد الأمشاط 2 الخاص بالفئران من أربع وحدات فرعية: SUZ12 (أصبع زنك [الإنجليزية])، Eed، ‏ Ezh1 أو Ezh2 (نطاق SET [الإنجليزية] له نشاط ناقلة ميثيل الهستون) وRbAp48 (نطاق مرتبط بالهستون). يمكن لعديد الأمشاط 2 الارتباط بـH3K27me3 وتثبيط الجسيمات النووية المجاورة، وبذلك نشر التثبيط.
لعديد الأمشاط 2 دور في تعطيل الصبغي إكس، صيانة مصير الخلايا الجذعية وفي الطبع الجينومي. لوحِظ التعبير الزائغ عن عديد الأمشاط 2 في السرطان. تم تحديد طفرات فقدان أو اكتساب الوظيفة في مكونات عديد الأمشاط 2 في أنواع متعددة من السرطان، وهذا يشير إلى أدوار معقدة لهذه المكونات في الخباثة.
تنظم جينات مجموعة عديد الأقماع بشكل مباشر وغير مباشر استجابة تضرر الدنا والتي تعمل كحاجز ضد السرطان. يبدو أن مركب عديد الأمشاط 2 يتواجد في مواقع الدنا التي بها شرخ في السلسلة المزدوجة ويقوم بتعزيز ترميم تلك الشروخ عبر وصل نهاية غير متماثل [الإنجليزية].
عديد الأقماع 2 محفوظ تطوريا، ووجد لدى الثدييات، الحشرات والنبات.